# Dánská dívka
Dánská dívka (v originále The Danish Girl) je román z roku 2000, napsaný podle skutečných událostí. Autorem je americký spisovatel David Ebershoff. Román líčí skutečný příběh dánské malířky Gerdy Wegenerové a jejího manžela Einara Wegenera, který jako jeden z prvních na světě prošel lékařsky řízenou změnou pohlaví. Román byl i filmově zpracován, roku 2015 ho adaptoval režisér Tom Hooper, v hlavních rolích malířky a jejího muže se představili Alicia Vikanderová a Eddie Redmayne.